# Szedéniók
Az absztrakt algebra területén a szedéniók ({\displaystyle \mathbb {S} }) egy 16-dimenziós nemkommutatív és nemasszociatív algebra a valós számok felett, általában az S nagybetűvel, vastag S-sel vagy táblázatos vastag betűvel {\displaystyle \mathbb {S} } ábrázolva. Ezeket az oktoniókra alkalmazott Cayley–Dickson konstrukció eredményeként kapjuk, és mint ilyen, az októniók izomorf egy részalgebrájával a sedenióknak. A sedeniók nem alternatív algebra, ellentétben az oktoniókkal. A Cayley–Dickson konstrukció alkalmazása a szedéniókra egy 32-dimenziós algebrát eredményez, néha 32-ionoknak vagy trigintaduonióknak nevezik. Lehetséges folytatni a Cayley–Dickson konstrukció alkalmazását tetszőleges számú alkalommal.
A szedénió kifejezést más 16-dimenziós algebrai struktúrákra is használják, például két bikvaternió második hatványának tenzorszorzatára, vagy a valós számok feletti 4 × 4 mátrixok algebrájára, vagy Smith (1995) által tanulmányozottakra.

## Aritmetrika
Az októniókhoz hasonlóan a szedéniók szorzása sem kommutatív, sem asszociatív. De az októniókkal ellentétben a szedénióknak még az a tulajdonságuk sincs meg, hogy alternatívak lennének. Mindazonáltal rendelkeznek a hatvány asszociativitásának tulajdonságával , amely így is kijelenthető bármely x elemre {\displaystyle \mathbb {S} }, a hatványozás {\displaystyle x^{n}} jól meghatározott.
Minden szedénió az egységszedéniók lineáris kombinációja {\displaystyle e_{0}}, {\displaystyle e_{1}}, {\displaystyle e_{2}}, {\displaystyle e_{3}},..., {\displaystyle e_{15}}, amelyek a szedéniók vektorterének alapját képezik. Minden szedénió ábrázolható ebben a formában.

## Kvaternió szubalgebrák
Azok a 35 triádok, amelyek alkotják ezt a konkrét szedéniószorzótáblát a Cayley–Dickson-konstrukció során használt oktávionok 7 triádjával, amelyek segítségével létrehozzák a szedéniót, ezek vannak itt félkövérrel kiemelve:
Ezen triádok indexeinek bináris reprezentációi bitenkénti kizáró vagy (XOR) művelettel 0-ra redukálódnak.
{ {1, 2, 3}, {1, 4, 5}, {1, 7, 6}, {1, 8, 9}, {1, 11, 10}, {1, 13, 12}, {1, 14, 15},
{2, 4, 6}, {2, 5, 7}, {2, 8, 10}, {2, 9, 11}, {2, 14, 12}, {2, 15, 13}, {3, 4, 7},
{3, 6, 5}, {3, 8, 11}, {3, 10, 9}, {3, 13, 14}, {3, 15, 12}, {4, 8, 12}, {4, 9, 13},
{4, 10, 14}, {4, 11, 15}, {5, 8, 13}, {5, 10, 15}, {5, 12, 9}, {5, 14, 11}, {6, 8, 14},
{6, 11, 13}, {6, 12, 10}, {6, 15, 9}, {7, 8, 15}, {7, 9, 14}, {7, 12, 11}, {7, 13, 10} }